# Egira hiemalis
Egira hiemalis är en fjärilsart som beskrevs av Augustus Radcliffe Grote 1874. Egira hiemalis ingår i släktet Egira och familjen nattflyn. Inga underarter finns listade i Catalogue of Life.

## Bildgalleri

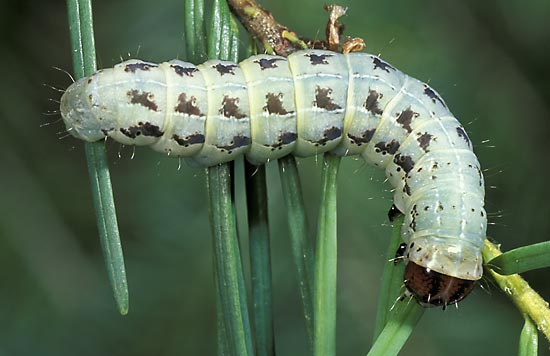